# Teodulfo de Orleães
Teodulfo de Orleães (em latim: Theodulfus Aurelianensis; Aragão, c.750/760 – Angers, 18 de dezembro de 821) foi um escritor, poeta e bispo de Orleães (entre cerca de 798 e 818) durante os reinados de Carlos Magno e Luís, o Piedoso. Foi um dos protagonistas do chamado Renascimento carolíngio e uma figura importante durante as muitas reformas realizadas na Igreja durante o Império Carolíngio. Além disso, é quase certo que ele seja o autor do "Libri Carolini", "em grande medida a mais completa afirmação da atitude ocidental frente à arte representacional que nos legou a Idade Média".
Finalmente, Teodulfo é lembrado também por que seu oratório privado (ou capela), construído em sua villa em Germigny-des-Prés, sobreviveu e nele se pode admirar um mosaico datando, provavelmente, de 806.

## Vida

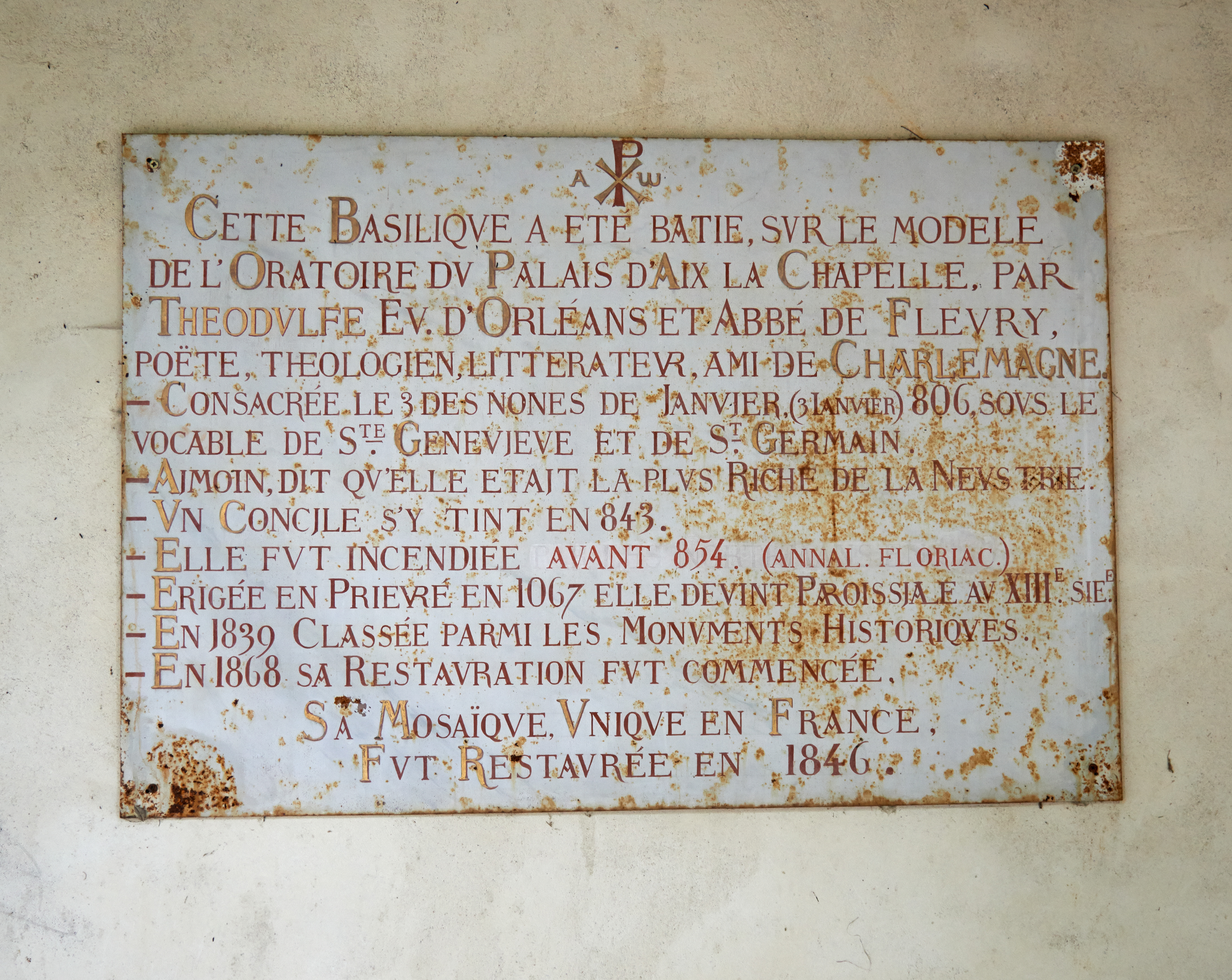
Placa citando Teodulfo (Theodvlfe, Ev.D'Orleáns) em Germigny-des-Prés

Teodulfo nasceu na Hispânia, provavelmente em Saragoça, entre 750 e 760, e era de ascendência visigótica. Foi obrigado a fugir por causa da ocupação moura da região e viajou para uma província do sudoeste da Gália chamada Aquitânia, onde foi educado. Em seguida, Teodulfo se juntou ao mosteiro perto de Maguelonne, no sul da Gália, liderado pelo abade Bento de Aniane. Durante uma viagem a Roma em 786, Teodulfo ficou admirado com as escolas que viu e enviou cartas para muitos abades e bispos por todo o Império dos francos encorajando-os a fundar escolas públicas.
Carlos Magno reconheceu a importância de Teodulfo incluindo-o em sua corte e nomeando-o simultaneamente bispo de Orleães (c. 798) e abade de muitos mosteiros, principalmente a abadia beneditina de Fleury-sur-Loire. Logo ele começou a fundar escolas nas regiões que agora estavam em sua jurisdição e rapidamente tornou-se um dos teólogos favoritos de Carlos Magno juntamente com Alcuíno da Nortúmbria, envolvendo-se profundamente nas reformas que o imperador começou a realizar na Igreja.
Nesta função, envolveu-se na edição de diversos traduzidos que Carlos Magno acreditava estarem incorretos e passou a traduzi-los novamente diretamente do grego antigo e do hebraico. Em 814, o imperador morreu e foi sucedido por seu filho, Luís, o Piedoso.
O sobrinho dele, o rei Bernardo da Itália declarou independência dos francos e se preparou para uma guerra. Porém, foi convencido a se render e acabou punido severamente por Luís, que mandou cegá-lo. O procedimento deu errado e Bernardo morreu em decorrência das complicações. Luís acreditava que sua corte estava repleta de conspiradores e aliados de Bernardo, incluindo Teodulfo, que foi acusado de traição. Ele foi forçado a abandonar sua sé em 817 e foi exilado para um mosteiro em Angers no ano seguinte, onde passou os dois anos seguintes de sua vida. Em 820, foi solto e tentou retornar para Orleães, mas não conseguiu chegar lá, pois, acredita-se, morreu no caminho ou logo que chegou. A data era 18 de janeiro de 821 e seu corpo foi levado de volta para Angers, onde está enterrado.
De acordo com uma fonte, é possível que Teodulfo tenha se casado no início de sua carreira e da relação tenha nascido uma filha chamada Gisla.

### Villaem Germigny-des-Prés

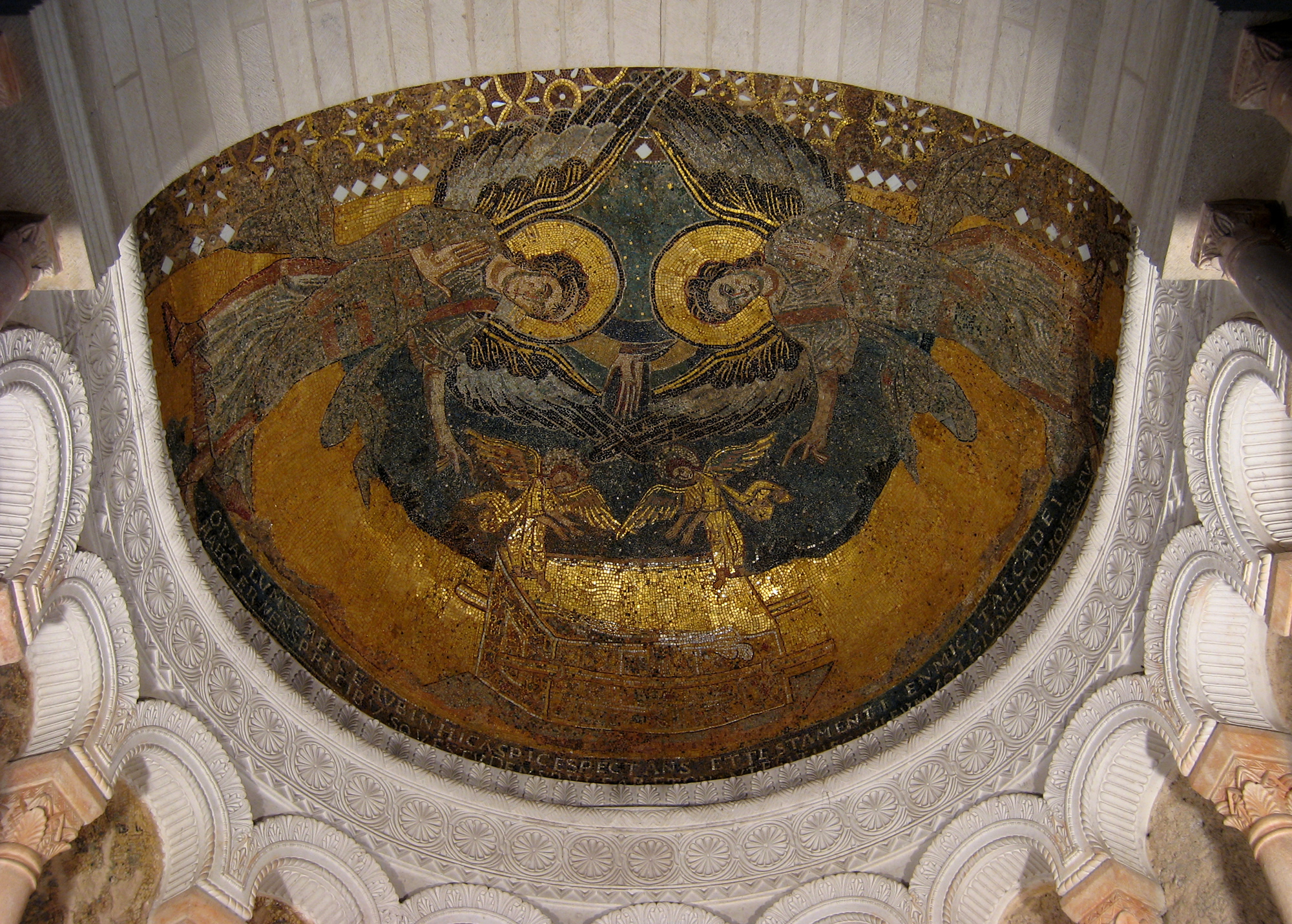
Mosaico no oratório de Germigny-des-Prés, o único mosaico carolíngio sobrevivente. Representa a Arca da Aliança e os querubins que a guardam

O oratório de Germigny-des-Prés, um exemplo da arquitetura carolíngia, foi construído por Teodulfo em 806 como parte de sua villa galo-romana em Germaniacus, onde era também abade do mosteiro de Saint-Benoît-sur-Loire. O complexo foi, de maneira geral, foi modelado no Palácio de Aachen, de Carlos Magno, a sede do poder no Império Carolíngio na época.
Todo o complexo, com exceção do oratório, foi destruído pelos normandos (que estavam emergindo dos viquingues) antes de completar cem anos. A villa tinha afrescos sobre as sete artes liberais, as quatro estações e o mappa mundi, além de um mosaico no oratório que é praticamente o único mosaico carolíngio a sobreviver - ainda que muito restaurado na década de 1860, quando o edifício recebeu o que hoje se considera uma desastrosa reforma, repleta de restauros exagerados. O tema do mosaico, a Arca da Aliança com os típicos anjos, só se encontra em Bíblias judaicas antigas (geralmente como única ilustração) e provavelmente tem relação com o "Libri Carolini", no qual a arca, com seus querubins de ouro, é mencionada como uma prova importante da aprovação divina das imagens religiosas (vide iconoclasma para a controvérsia que sacudia o mundo cristão na época).

## Obras

### Capitulárias
Como bispo de Orleães (798-818), Teodulfo escreveu dois importantes capitulários:
- Capitula ad presbyteros parochiae - um lembrete aos sacerdotes de sua diocese sobre a importância do trabalho manual, do estudo, da oração e da castidade.
- Capitula altera Theodulpho episcopo Aurelianensi adscripta - com foco em seu código penitencial, Teodulfo lista as consequências do assassinato, adultério, fornicação, incesto, roubo, usura e outras infrações.

### Hinos
Teodulfo compôs também muitos hinos e o mais famoso deles é "Gloria, laus et honor".

### Libri Carolini
É quase certo que Teodulfo seja o autor dos "Libri Carolini" (ca. 793), uma obra que serviu de refutação a uma má tradução dos atos do Segundo Concílio de Niceia (787) que acabou sendo erroneamente interpretada como afirmando que a "adoração de imagens" seria aceitável. Os atos de fato ordenavam o fim do período iconoclástico, que levou à destruição de muitas imagens sagradas das igrejas, especialmente em Constantinopla, mas não defendia a idolatria. Esta tradução incorreta seguiu de Roma para a corte de Carlos Magno, que, juntamente com seus teólogos, incluindo Teodulfo, ficou furioso. Teodulfo recebeu ordens de escrever uma resposta em nome de Carlos Magno de forma a representá-lo como único representante do mundo ocidental e defensor da Igreja contra a idolatria.
De acordo com os "Libri Carolini", imagens podem ser utilizadas em ornamentos eclesiásticos para fins educativos e para relembrar eventos passados. Seria tolice, porém, queimar incens ou acender velas para elas, apesar de ser igualmente errado retirá-las das igrejas e destruí-las. A obra nega veementemente a "adoração" das imagens - um reflexo da tradução incorreta do que determinou o concílio em Niceia - afirmando que adoração se reserva a Deus apenas, enquanto que a veneração se dedica aos santos e uma reverência é corretamente aplicada à cruz, às Escrituras, aos vasos sagrados e às relíquias. A palavra grega προσκύνησις que aparecem nos atos do concílio significa nada mais do que esta reverência numa posição de prostração.